# Rikkunshito
Le rikkunshito , ou Rikkunshi-tō , correspond à la formule numéro 43 de la médecine kampo. C'est une préparation médicinale japonaise utilisée dans le traitement de l'anorexie et le dyspepsie fonctionnelle.
Le rikkunshito est composé de huit plantes : 
18,6% Atractylodis Lanceae (ja)  Rhizoma (nom japonais: sojutsu), 18,6% Ginseng Radix (nom japonais: ninjin), 18,6% Pinelliae Tuber (nom japonais: hange), 18,6% Hoelen (nom japonais: bukuryo), 9,3% Zizyphi Fructus (nom japonais: taiso), 9,3% Aurantii Nobilis Pericarpium (nom japonais: chinpi), 4,7% Glycyrrhizae Radix (nom japonais: kanzo) et 2,3% Zingiberis Rhizoma (nom japonais: shokyo)  ,,.
Le rikkunshito favorise la sécrétion de ghréline dans l'estomac, augmente la sensibilité des récepteurs de la ghréline, et améliore la motilité gastrointestinale,.